# Хантер, Софи
Софи Айрин Хантер (англ. Sophie Irene Hunter, род. 16 марта 1978, Лондон, Англия) — британская актриса, театральный и оперный режиссёр.

## Биография
Дочь Анны Кэтрин Гоу из Эдинбурга и Чарльза Хантера из Лондона. В этих двух городах прошли ранниe годы Софи. Окончила Оксфордскую школу иностранных языков, а затем переехала в Париж, где училась в Школе театра имени Жака Лекока — одной из авторитетных студий мимики и жеста.
В её послужном списке — постановка опер Бенджамина Бриттена «Похищение Лукреции» в Нью-Йорке, «Волшебной флейты» Моцарта, проехавшей по ряду африканских стран (проект был осуществлен в рамках благотворительного марафона Opera Change), а также драматического спектакля по «Привидениям» Генрика Ибсена. Есть в её послужном списке и необычные работы — например, опера Бетховена «Фиделио», поставленная ею в Израиле. В 2007 году совместнo с коллегами награждена Samuel Beckett Award.

## Личная жизнь
С 14 февраля 2015 года Софи замужем за актёром Бeнедиктом Камбербэтчем, с которым она встречалась два года до их свадьбы. У супругов есть три сына — Кристофер Карлтон Камбербэтч (род. 01.06.2015) , Хэл Оден Камбербэтч (род. 03.03.2017) и Финн Камбербэтч (род. 11.10.2019).

## Режиссёрские работы
| Год  | Название           | Ориг. название                          | Театр                                             | Примечания                                                                 |
| ---- | ------------------ | --------------------------------------- | ------------------------------------------------- | -------------------------------------------------------------------------- |
| 2007 |                    | The Terrific Electric                   | Barbican Pit, London                              | Также драматург                                                            |
| 2010 | Энрон              | Enron                                   | Ройал-Корт, Вест-Энд Broadhurst Theatre, Broadway | Помощник директора                                                         |
| 2010 | Привидения         | Ghosts                                  | Access Theatre, New York City                     |                                                                            |
| 2011 |                    | 69° South/Shackleton Project            | Brooklyn Academy of Music North American Tour     |                                                                            |
| 2011 | Похищение Лукреции | Lucretia                                | Abramovic Studio, New York City                   |                                                                            |
| 2011 | Больше не спи      | Sleep No More                           | New York City                                     | Креативный директор                                                        |
| 2012 |                    | Don't Major in Debt Student House       | New York City                                     |                                                                            |
| 2012 | Забытый            | The Forgotten                           | New York City                                     |                                                                            |
| 2013 |                    | Loma Lights                             | New York City                                     |                                                                            |
| 2013 | Тесла в Нью-Йорке  | Tesla In New York (Concert Performance) | Hopkins Center for the Arts Дартмутский колледж   | Художественный руководитель                                                |
| 2015 |                    | Path to Bly                             | Snape Maltings, Suffolk LSO St. Luke's, London    | Совместно с Andrew Staples для Aldeburgh Music                             |
| 2015 | Федра              | Phaedra                                 | Necarne Castle, Northern Ireland                  | С Ольстерским оркестром для 4th Enniskillen International Beckett Festival |
| 2015 | Поворот винта      | The Turn of the Screw                   | Snape Maltings, Suffolk LSO St. Luke's, London    | С оркестром "Аврора" для Aldeburgh Music                                   |

## Фильмография
| Год  |     | Русское название                            | Оригинальное название                        | Роль                |
| ---- | --- | ------------------------------------------- | -------------------------------------------- | ------------------- |
| 2004 | с   | Убийства в Мидсомере                        | Midsomer Murders                             | Белла Мондей        |
| 2004 | с   | Кин Эдди                                    | Keen Eddie                                   | Луис                |
| 2004 | кор | Инспектор дорожного движения                | Traffic Warden                               | девушка             |
| 2004 | ф   | Ярмарка тщеславия                           | Vanity Fair                                  | Мария Осборн        |
| 2004 | с   | Моя жизнь в кино                            | My Life in Film                              | Анна                |
| 2005 | тф  | Друзья и крокодилы                          | Friends & Crocodiles                         | Кристин             |
| 2006 | с   | BBC: Древний Рим: Расцвет и падение империи | Ancient Rome: The Rise and Fall of an Empire | Софрония            |
| 2007 | с   | Запрос Мумбаи                               | Mumbai Calling                               | Тиффани Глэс        |
| 2008 | тф  | Проклятие Стептоу                           | The Curse of Steptoe                         | Морин Корбетт       |
| 2008 | кор | Незнакомцы                                  | Strangers                                    | Кейт                |
| 2009 | с   | Генрих VIII: Разум тирана                   | Henry VIII: The Mind of a Tyrant             | Анна Болейн         |
| 2009 | ф   | Бурлеск сказки                              | Burlesque Fairytales                         | Аннабель Блайт-Смит |
| 2009 | с   | Торчвуд                                     | Torchwood                                    | Ванесса             |
| 2010 | кор | На лугу                                     | In the Meadow                                | женщина на лугу     |
| 2010 | с   | Великие представления                       | Great Performances                           | ведьма              |
| 2010 | кор | Мария                                       | Maria                                        | Мария               |

## Дискография
| Альбом                                           | Информация об альбоме                                                                               |
| ------------------------------------------------ | --------------------------------------------------------------------------------------------------- |
| The Isis Project (автор песен Гай Чамберс)       | - Выпущен: 6 июня 2005 года - Лейбл: Sleeper Sounds LLP - Форматы: EP, Audio CD - Язык: французский |
| "Virtual Friend" (совместно с Армином ван Бюрен) | - Выпущен: 2010 - Песня - Язык: английский                                                          |
| Songs for a Boy (автор песен Гай Чамберс)        | - Выпущен: 26 июня 2011 года - Лейбл: Sleeper Sounds LLP - Форматы: EP - Язык: английский           |